# Gabriel de Lautrec
Gabriel de Lautrec (Béziers, 21 de fevereiro de 1867 — 25 de julho de 1938)  foi um escritor francês. 
Primo de pintor Henri de Toulouse-Lautrec, ele também foi um discípulo do escritor Alphonse Allais. Cronista, tradutor, poeta, professor de latim, ele foi principalmente um grande humorista. Ele era amigo de Wally, Oscar Wilde, Alfred Jarry e Paul Verlaine, cujo corpo ele velou e do qual  ele confessou nas suas memórias ter tirado uma mecha de cabelo.
Foi o fundador, em 1930, da Academia do Humor, juntamente com Maurice Curnonsky e Georges Courteline. Ele foi o tradutor de Mark Twain para o idioma francês.

## Obras
- Poèmes en prose (1898)
- Les Roses noires (1906)
- Le Serpent de mer (1922)
- La Vengeance du portrait ovale (1922)
- Souvenirs des jours sans souci (1938)